# Брезани (округ Жиліна)
Брезани (словац. Brezany) — село, громада округу Жиліна, Жилінський край, регіон Горне Поважіє. Кадастрова площа громади — 3,66 км².
Населення 644 особи (станом на 31 грудня 2017 року).

## Історія
Брезани згадуються 1393 року.

## Населення
| Рік:            | 1994. | 2004.   | 2014.    | 2024.    |
| --------------- | ----- | ------- | -------- | -------- |
| Кількість осіб: | 487   | 459     | 597      | 692      |
| Різниця:        |       | -5,74 % | +30,06 % | +15,91 % |

| Рік:            | 2023. | 2024.   |
| --------------- | ----- | ------- |
| Кількість осіб: | 705   | 692     |
| Різниця:        |       | -1,84 % |